# The Unofficial Bridgerton Musical
The Unofficial Bridgerton Musical ist ein 2021 erschienenes Musical-Konzeptalbum der Musikerinnen Abigail Barlow und Emily Bear, das auf der ersten Staffel der Fernsehserie Bridgerton aus dem Jahr 2020 basiert. Es wurde am 3. April 2022 bei den Grammy Awards 2022 mit dem Grammy Award for Best Musical Theater Album ausgezeichnet.

## Entstehung
Am 10. Januar 2021 veröffentlichte Abigail Barlow, die in ihrer Karriere an einem Tiefpunkt war und schon überlegte, sich einen Job als Rezeptionistin bei Plattenlabels zu suchen, ein TikTok-Video mit der Frage „What If Bridgerton was a musical“ und ihrem Song Oceans Away. Das Video ging viral, und nachdem ein weiteres Video mit dem Song Burn for You eine noch viel größere weltweite Öffentlichkeit erreicht hatte, kontaktierte sie Emily Bear. Beide begannen auf eigene Faust mit der Komposition eines Musicals.
Zunächst reisten sie für eine Woche in die Heimat von Emily Bear nach Rockford (Illinois), wo sie an weiteren Songs arbeiteten. Alles wurde auf TikTok und Emily Bears Instagram-Seite live gestreamt, sodass Menschen weltweit die Gelegenheit hatten, professionelle Musikerinnen bei der Komposition eines Musicals zu beobachten und sich in Kommentaren zu äußern. Aber auch viele Broadway-Künstler und die Oscar- und Tony-Awards-Gewinner Justin Paul und Benj Pasek schauten öfters zu und kommentierten.
Schon nach einer Woche erregte das Projekt die Aufmerksamkeit von Netflix, der Autorin Julia Quinn, der Schauspieler und schließlich auch des Senders BBC, so dass der Sender Aufnahmen in Rockford mit Barlow und Bear machte und ein Feature über das Projekt sendete.
In den folgenden Wochen setzten sie die Arbeit in der Wohnung von Emily Bear in Los Angeles fort, live gestreamt und anschließend auf Emily Bears Instagram-Account abgespeichert, wo diese Live Videos weiterhin abrufbar sind.
Der weltweite Erfolg wurde schließlich so groß, dass der Rechteinhaber Netflix beiden gestattete, ein Konzept-Album zu veröffentlichen, unter der Bedingung, es als Fan-Fiction zu klassifizieren, wie Abigail Barlow in einem TikTok-Video erklärte.
Allein bis September erreichten Abigail Barlow und Emily Bear mit ihrem Musicalprojekt über 200 Millionen Views und 48 Millionen Likes in den sozialen Medien.
Mit dem Erfolg meldeten sich auch interessierte Labels, aber Barlow und Bear entschieden sich schließlich, unter eigener Regie ein Album zu veröffentlichen, nur mit dem Gesang von Abigail Barlow (ein Song wird von Emily Bear gesungen). Eine Zusammenarbeit mit einem Label hätte bedeutet, dass sie wahrscheinlich ihre Urheber- und Masterrechte hätten abgeben müssen. Außerdem hätte es die Veröffentlichung sehr verzögert. Beide wollten aber den Moment nutzen.
„We would have gotten an orchestra and a cast, and that would have taken a lot of time and a lot of money. And why sign a label deal and not own all of our masters and publishing?“ (Emily Bear)
Emily Bear orchestrierte alles und produzierte das Album. Hatten sie zunächst Demos der Songs auf Soundcloud veröffentlicht, mieteten sie nun im April für vier Tage auf eigene Kosten ein Studio, wobei wieder ein Teil der Aufnahmen live gestreamt wurde.
Das fertige Album wurde von Jon Rezin und Scott Smith abgemischt und gemastert.

## Veröffentlichung
Am 10. September 2021 erschien das Album weltweit und erreichte schon nach wenigen Stunden #1 der US-iTunes-Pop-Charts und war zeitweise in den Top-10-iTunes-Pop-Charts weltweit. In den USA erreichte das Album #36 in den Billboard-Charts.
Schon am 29. August waren Abigail Barlow und Emily Bear mit Songs ihres Albums beim von Darren Criss geleiteten Elsie Fest aufgetreten. Am 14. September waren sie zusammen mit Darren Criss Teil der Gala zum 50. Jubiläum des Kennedy Center. Sie traten mit dem Song Oceans Away auf, mit dem alles begonnen hatte.

## Grammy
Sie reichten das Album für die Grammy Awards 2022 ein, ohne sich irgendwelche Hoffnungen zu machen –  eher mit der Einstellung „Oh yeah, wouldn’t it be funny if…“, wie Emily Bear in einem Interview erzählte. Schon bald nannte die Zeitschrift Variety sie als mögliche Kandidatinnen für eine Nominierung, die dann Ende November geschah, während sie für Auftritte in London waren.
Am 3. April 2022 gewannen sie den Grammy in der Kategorie Bestes Musical-Theater-Album. Sie waren die einzigen Frauen unter den 26 Nominierten und mit 23 und 20 Jahren die Jüngsten in der Geschichte, was Bear und Barlow nach der Grammy-Verleihung auch kritisierten.
Am 14. April 2022 waren Barlow und Bear Gäste in der Today-Show und sangen Burn for You.

## Konzerte
Am  26. Juli 2022 fand  die symphonische Weltpremiere des Albums im Kennedy Center mit dem National Symphony Orchestra unter der Leitung von Steven Reineke und zahlreichen Gastsängern statt.
Am  20. September 2022 sollte in der Royal Albert Hall in London zusammen mit dem BBC Concert Orchestra ein weiteres Konzert stattfinden, das aufgrund einer Klage von Netflix abgesagt wurde.

## Urheberrechtsklage
Ende Juli 2022 verklagte Netflix Bear und Barlow vor einem US-Bundesgericht wegen Urheberrechtsverletzung und behauptete, sie hätten Einwände gegen die Live-Konzerte erhoben. Barlow und Bear sagten das Konzert in London am 10. August ab.
Am 23. September 2022 zog Netflix die Klage wieder zurück. Sie kann auch nicht wieder erhoben werden. Über Einzelheiten von Absprachen ist bis jetzt nichts bekannt.